# Pas de côté
 (mai 2025).
Un pas de côté, (en anglais, side-step), dans les sports de combat, est un placement du corps hors de l’axe d’attaque adverse par déplacement d’un ou de deux appuis. Certains spécialistes parlent également de « décalage » (un pied en dehors du couloir direct d’affrontement) et de « débordement » lorsque l’on sort du couloir direct d’affrontement. 
On parle également de « pas de diagonale » lorsque le déplacement s’effectue sur un axe oblique.

## Illustration enboxe

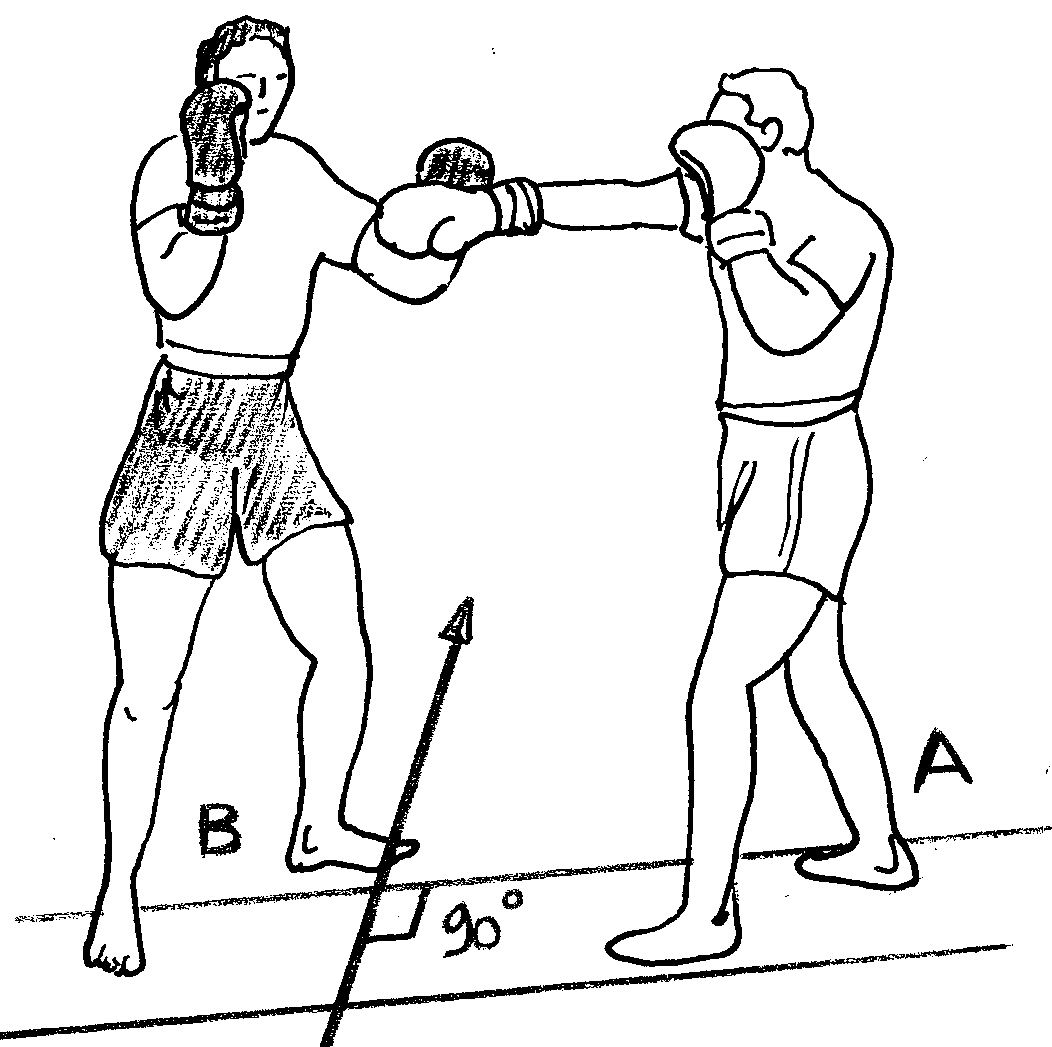
(B) évite le direct adverse grâce à un appui extérieur de décalage
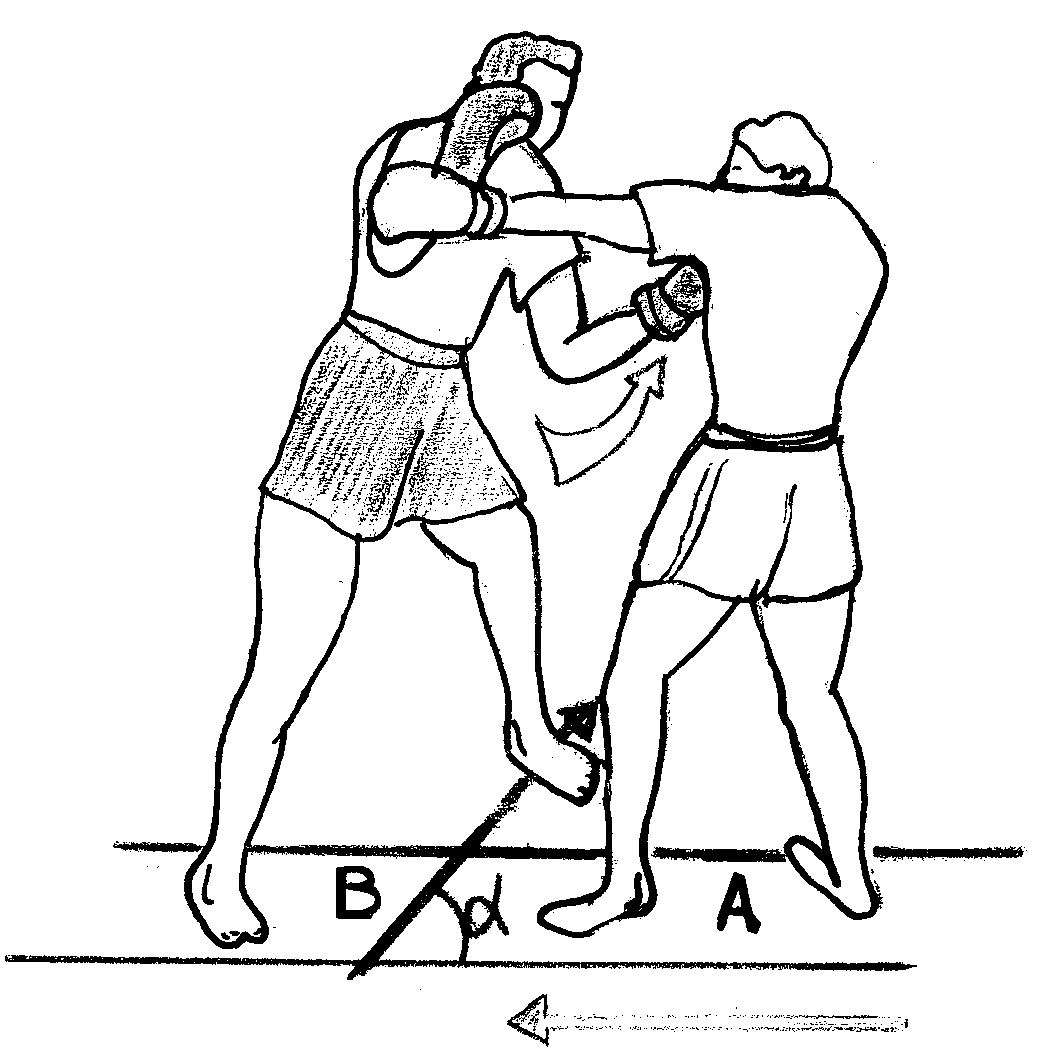
Après un appui extérieur de décalage, (B) riposte en uppercut
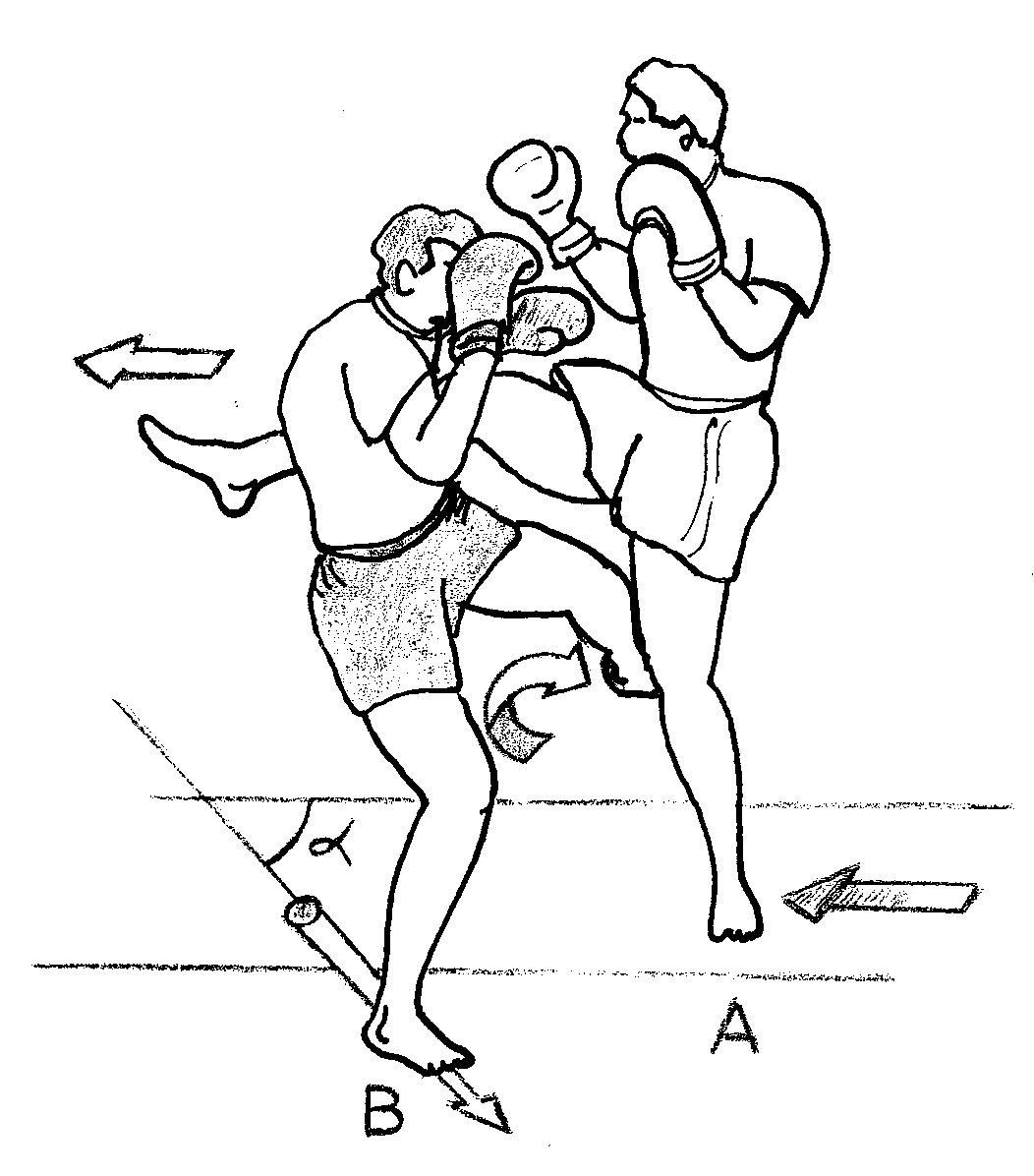
(B) porte un Contre sur la jambe d’appui par décalage sur l’avant (pas de diagonale)
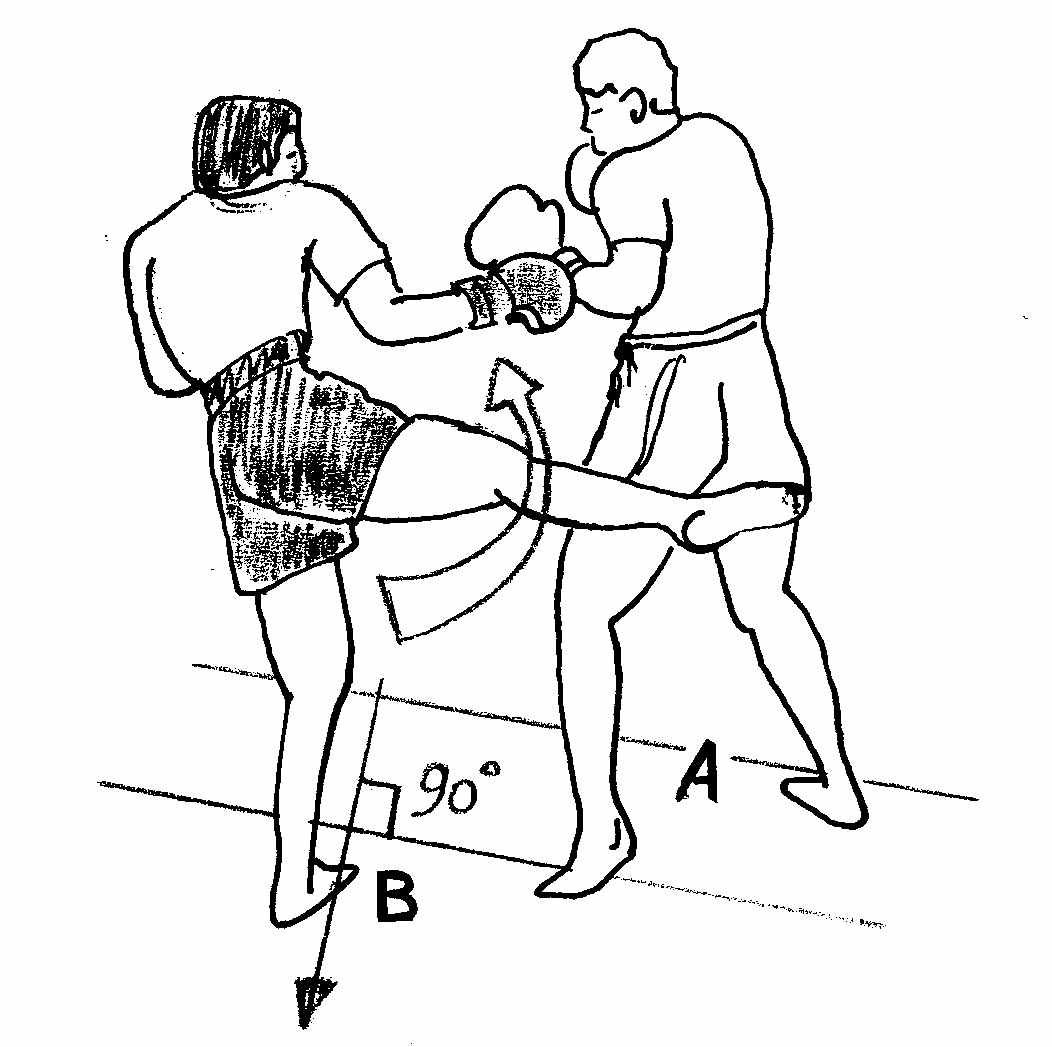
Après un débordement de l’adversaire, (B) riposte en circulaire de la jambe extérieure

## Sources
- Dictionnaire encyclopédique de la boxe et des autres boxes, A.D., 1981
- Lexique de combatique, Ligue Midi-Pyrénées, A.D., 1975